# Metros de Santiago
O Metros de Santiago é um clube profissional de basquetebol situada na cidade de Santiago de los Caballeros, Santiago, República Dominicana que disputa atualmente a LNB. Manda seus jogos na Gran Arena del Cibao com 8.768 espectadores de capacidade.

## Títulos

### Liga Nacional de Baloncesto
- - Campeão (4x):2006, 2007, 2014 e 2015
  - Finalista (5x):2006, 2007, 2014, 2015 e 2016